# آرنولد شولتس
آرنولد شولتس (به آلمانی: Arnold Scholz) (زاده ۲ دسامبر ۱۹۰۴ در برلین-درگذشته ۱ فوریه ۱۹۴۲ در فلنزبورگ) ریاضیدان اهل آلمان بود.

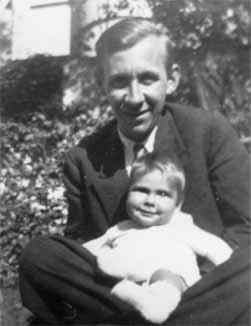
آرنولد شولتس

## زندگی و کارنامه
او در زادگاهش شارلوتنبرگ به دبیرستان رفت و سپس وارد دانشگاه برلین شد و در آنجا ریاضیات، فلسفه و علوم موسیقی آموخت. وی در همین دانشگاه با سرپرستی ایسای شور درجه دکتری ریاضیات را در سال ۱۹۲۸ با رساله ای به نام «درباره ساختن میدانهای جبری اعداد با گروه های گالوای حل پذیر» به دست آورد. پس از آن در برلین به عنوان دستیار سرگرم کار شد و سپس از سال ۱۹۳۵ تا ۱۹۴۰ در دانشگاه کیل به تدریس و پژوهش مشغول شد. وی در سال ۱۹۴۲ به دلیل مرض قند درگذشت. زمینه کاری شولتس نظریه جبری اعداد بود و افزون  بر آن وی در زمینه نظریه گالوا و حلپذیری پی-گروه ها نیز نتایجی به اثبات رساند. در نظریه جبری اعداد قضیه ای به نام قانون  وارونی شولتس به نام او وجود دارد.  